# Botanischer Garten Tirana

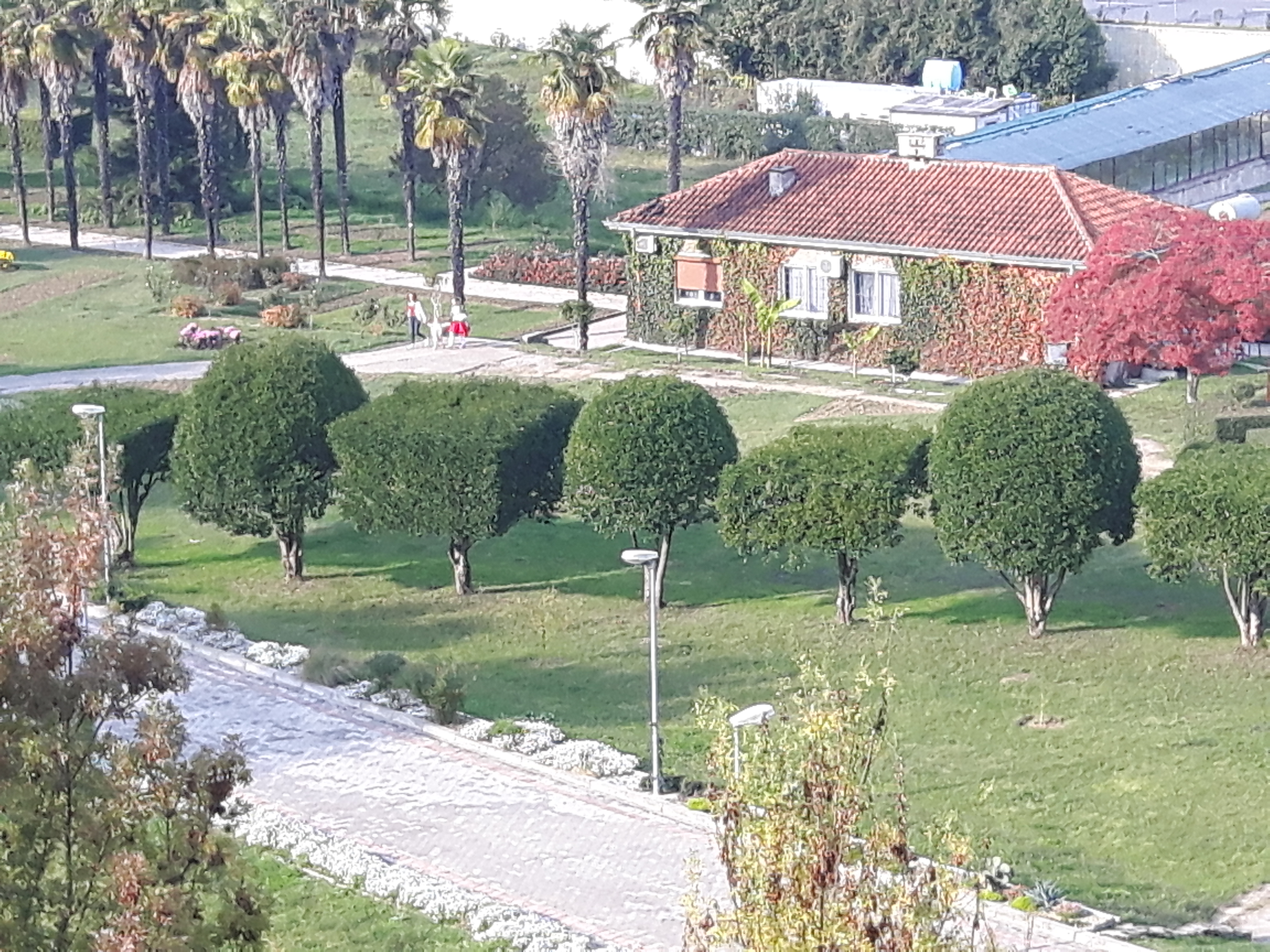
Eingangsbereich

Der Botanische Garten (albanisch Kopshti Botanik) in Tirana, der Hauptstadt Albaniens, ist der einzige des Landes. Er befindet sich westlich des Künstlichen Sees am Rande des Großen Parks im Süden von Tirana.
Der Botanische Garten von Tirana wurde von 1964 bis 1971 angelegt und wird seit 2019 von der Bashkia Tirana unterhalten. Früher wurde er von der Universität Tirana betrieben, die ihn aber weiterhin für Forschung und Lehre nutzen kann. Die ursprüngliche Fläche von 15 Hektar wurde zwischenzeitlich teilweise überbaut. Der Botanische Garten beherbergte 2019 etwa 2000 Pflanzenarten und -unterarten. Eine vollständige Auflistung fehlt aber.